# Dottrina miasmatico-umorale
La dottrina miasmatico umorale era una teoria diffusa in campo medico che spiegava l'origine delle malattie infettive attraverso la diffusione nell'aria dei cosiddetti miasmi e delle particelle velenose che provenivano da essi e che venivano a contatto con l'uomo.
Tra il XVIII e il XX secolo il concetto di contagio non era ancora legato alla consapevolezza di catene epidemiologiche fra agenti patogeni. Faceva invece riferimento al suo significato etimologico di contatto con le particelle velenose diffuse nell'aria che, per la loro natura "appiccicaticcia", potevano attaccare l'uomo.

## Gli umori
Gli squilibri all'interno del corpo di sangue, flegma, bile gialla e bile nera, identificati come gli umori nella vecchia dottrina ippocratica, erano considerati causa delle malattie. Queste ultime comparivano quando gli umori si accumulavano in maniera anormale in alcune regioni del corpo.
Ad esempio, il flegma poteva raccogliersi nel capo a causa del freddo invernale, che lo faceva congelare e che poi con l'aumento delle temperature, defluiva lungo la gola e il petto causando la scherania (angina), oppure catarro,  mal di punta (polmonite) e  mal di costa (pleurite).

## I miasmi
I miasmi erano generati da acque stagnanti, da escrementi o da altro materiale di scarto riversato nelle strade e intorno alle case. Accumulato un po' ovunque, veniva reso oggetto di commercio per incrementare la produzione agricola (bona per concio). Dai miasmi, oltre alle febbri malariche, si pensava potesse originarsi una delle malattie più temute di quei tempi e causa di sterminio: la peste.
Così, si pensava che le epidemie di peste fossero provocate da corruptione et infectione. L'infezione era legata a sfavorevoli congiunzioni astrali, eruzioni vulcaniche, esalazioni di acque paludose, sporcizia, fetore e da esalazioni miasmatiche provenienti dai corpi putrefatti e corrotti.
La dottrina miasmatico-umorale, dunque, era strettamente connessa con la teoria della generazione spontanea, che, per alcuni millenni, aveva dominato in modo incontrastato il pensiero scientifico, attribuendo la causa delle malattie agli umori corrotti, considerati frutto della divina volontà punitiva, delle influenze degli astri. Il manifestarsi di parassiti visibili, non veniva quindi considerato causa di malattia ma, conseguenza legata ad un processo di autogenerazione.
Nella seconda metà del 1600, a partire dall'operato di due italiani, Francesco Redi e Lazzaro Spallanzani, vengono riprese le ricerche e le osservazioni sugli "animaletti", animalcula, iniziate e portate avanti da Antony van Leeuwenhoek. Ad essi dobbiamo la dimostrazione di una delle verità costitutive della biologia: Omnia vivum ex ovo, "Tutti i viventi nascono da un uovo". Grazie alle dimostrazioni e all'introduzione del metodo sperimentale, Francesco Redi riuscì a provare che le forme viventi prendono vita da altre forme viventi, demolendo così la teoria della generazione spontanea.